# Andrea Baroni Peretti Montalto
Andrea Baroni Peretti Montalto (Montalto delle Marche, 29 novembre 1572 – Roma, 4 agosto 1629) è stato un cardinale e vescovo cattolico italiano.

## Biografia
Nacque a Montalto delle Marche il 29 novembre 1572 da Domizio Baroni Mattei e Fiore Costantini Peretti.
Venne educato dal futuro papa Sisto V (suo cugino di secondo grado da parte di madre).
Papa Clemente VIII lo elevò al rango cardinalizio nel concistoro del 5 giugno 1596.
Nei suoi 33 anni di cardinalato partecipò a ben quattro conclavi:
- Conclave del marzo-aprile 1605 che elesse Leone XI.
- Conclave del maggio 1605 che elesse Paolo V.
- Conclave del 1621 che elesse Gregorio XV.
- Conclave del 1623 che elesse Urbano VIII.

Morì il 4 agosto 1629 dopo una breve malattia: il funerale si svolse due giorni dopo nella basilica di Sant'Andrea della Valle. Fu sepolto nella basilica di Santa Maria Maggiore.

## Genealogia episcopale
La genealogia episcopale è:
- Cardinale Guillaume d'Estouteville, O.S.B.Clun.
- Papa Sisto IV
- Papa Giulio II
- Cardinale Raffaele Riario
- Papa Leone X
- Papa Paolo III
- Cardinale Francesco Pisani
- Cardinale Alfonso Gesualdo
- Papa Clemente VIII
- Cardinale Roberto Bellarmino, S.I.
- Vescovo Sebastiano Poggi
- Cardinale Andrea Baroni Peretti Montalto

## Ascendenza
|                                              |                      |               | Genitori      |  |  | Nonni |  |  | Bisnonni |  |  | Trisnonni |  |
|                                              |                      |               |               |  |  |       |  |  | …        |  |  | …         |  |
|                                              |                      |               |               |  |  |       |  |  | …        |  |  | …         |  |
|                                              |                      | …             |               |  |  |       |  |  | …        |  |  |           |  |
| Domenico Baroni Mattei                       |                      |               |               |  |  |       |  |  | …        |  |  |           |  |
|                                              |                      | …             | …             |  |  |       |  |  |          |  |  |           |  |
|                                              |                      | …             | …             |  |  |       |  |  |          |  |  |           |  |
|                                              |                      | …             | …             |  |  |       |  |  |          |  |  |           |  |
| Domizio Baroni Mattei                        |                      | …             |               |  |  |       |  |  |          |  |  |           |  |
|                                              |                      | …             | …             |  |  |       |  |  |          |  |  |           |  |
|                                              |                      | …             | …             |  |  |       |  |  |          |  |  |           |  |
|                                              |                      | …             | …             |  |  |       |  |  |          |  |  |           |  |
| …                                            |                      | …             |               |  |  |       |  |  |          |  |  |           |  |
|                                              |                      | …             | …             |  |  |       |  |  |          |  |  |           |  |
|                                              |                      | …             | …             |  |  |       |  |  |          |  |  |           |  |
|                                              |                      | …             | …             |  |  |       |  |  |          |  |  |           |  |
| Andrea Baroni Peretti di Montalto            |                      | …             |               |  |  |       |  |  |          |  |  |           |  |
|                                              | Piersante Costantini | …             |               |  |  |       |  |  |          |  |  |           |  |
|                                              | Piersante Costantini | …             |               |  |  |       |  |  |          |  |  |           |  |
|                                              | Piersante Costantini | …             |               |  |  |       |  |  |          |  |  |           |  |
| Costanzo Costantini                          | Piersante Costantini |               |               |  |  |       |  |  |          |  |  |           |  |
|                                              |                      | …             | …             |  |  |       |  |  |          |  |  |           |  |
|                                              |                      | …             | …             |  |  |       |  |  |          |  |  |           |  |
|                                              |                      | …             | …             |  |  |       |  |  |          |  |  |           |  |
| Fiora Costantini                             |                      | …             |               |  |  |       |  |  |          |  |  |           |  |
|                                              |                      | Giacomo Ricci | Antonio Ricci |  |  |       |  |  |          |  |  |           |  |
|                                              |                      | Giacomo Ricci | Antonio Ricci |  |  |       |  |  |          |  |  |           |  |
|                                              |                      | Giacomo Ricci | …             |  |  |       |  |  |          |  |  |           |  |
| Piacentina Piergentile "Peretti di Montalto" |                      | Giacomo Ricci |               |  |  |       |  |  |          |  |  |           |  |
|                                              |                      | …             | …             |  |  |       |  |  |          |  |  |           |  |
|                                              |                      | …             | …             |  |  |       |  |  |          |  |  |           |  |
|                                              |                      | …             | …             |  |  |       |  |  |          |  |  |           |  |
|                                              |                      | …             |               |  |  |       |  |  |          |  |  |           |  |